# Khalid Abdalla
Khalid Abdalla (Glasgow, 1980) is een Engels acteur die bekendheid verwierf met zijn debuutrol in de film United 93.

## Biografie
Abdalla werd geboren in Schotland en groeide op in Londen. Hij genoot onderwijs aan King's College School en de Universiteit van Cambridge. Op school kwam hij in aanraking met acteren en hij had een hoofdrol in het toneelstuk Macbeth. In 1998 regisseerde hij Someone Who'll Watch Over Me, dat succesvol werd ontvangen op het Edinburgh Festival en waarvoor hij vijf sterren kreeg in dagblad The Scotsman; hiermee is hij de jongste regisseur die een dergelijk hoge score heeft mogen ontvangen.
In 2003 speelde hij de hoofdrol in Christopher Marlowe's stuk Tamburlaine the Great dat werd opgevoerd in het Rose Theatre.
In 2005 kreeg hij zijn eerste televisierol in een aflevering van Spooks, getiteld "Infiltration of a New Threat". Bekend werd hij vervolgens met de film United 93 (2006), waarin hij de leider van een groep terroristen speelt die een vliegtuig kaapten tijdens de aanslagen op 11 september 2001. De film werd veelvuldig genomineerd en viel vaak in de prijzen. Vervolgens had hij een hoofdrol in The Kite Runner (2007), waarvoor hij ter voorbereiding een maand in Kabul doorbracht om Dari te leren spreken en te oefenen met vliegeren.
In 2009 was hij te zien in de film Green Zone van regisseur Paul Greengrass, waarin ook acteur Matt Damon meespeelt.

## Filmografie
- 2006 - United 93 - Ziad Jarrah
- 2007 - The Kite Runner - Amir als volwassene
- 2009 - Green Zone - Freddy
- 2022 - Moon Knight - Osaris (televisieserie)
- 2022-2023 - The Crown - Dodi Fayed